# Олексій Філіпєц
Олексій Філіпєц (18 серпня 1978) — російський плавець.
Учасник Олімпійських Ігор 2000, 2004 років.
Призер Чемпіонату світу з водних видів спорту 2001 року.
Призер Чемпіонату Європи з плавання на короткій воді 2001 року.